# Варовикови водни гъби
Варовиковите водни гъби (Calcarea) са клас морски животни, включващ около 500 описани вида, разпространени в целия Световен океан, с изключение на абисалното дъно. Те се отличават от останалите представители на тип Водни гъби (Porifera) по скелета, съставен от калциев карбонат. Формата на скелета, който е неподвижно прикрепен към дъното, е разнообразна, а размерът му при различните видове е от няколко милиметра до 30 cm. Варовиковите водни гъби се хранят като изпомпват вода през телата си, за да филтрират от нея хранителни частици - разтворени органични вещества и бактерии. Размножават се чрез вътрешно оплождане, като размерът на яйцата им е между 25 и 100 μm.

## Разреди
- Подсемейство Calcinea
  - Clathrinida
  - Murrayonida
- Подсемейство Calcoranea
  - Leucosoleniida
  - Lithonida
  - Baeriida